# طلاء مانع للانعكاس

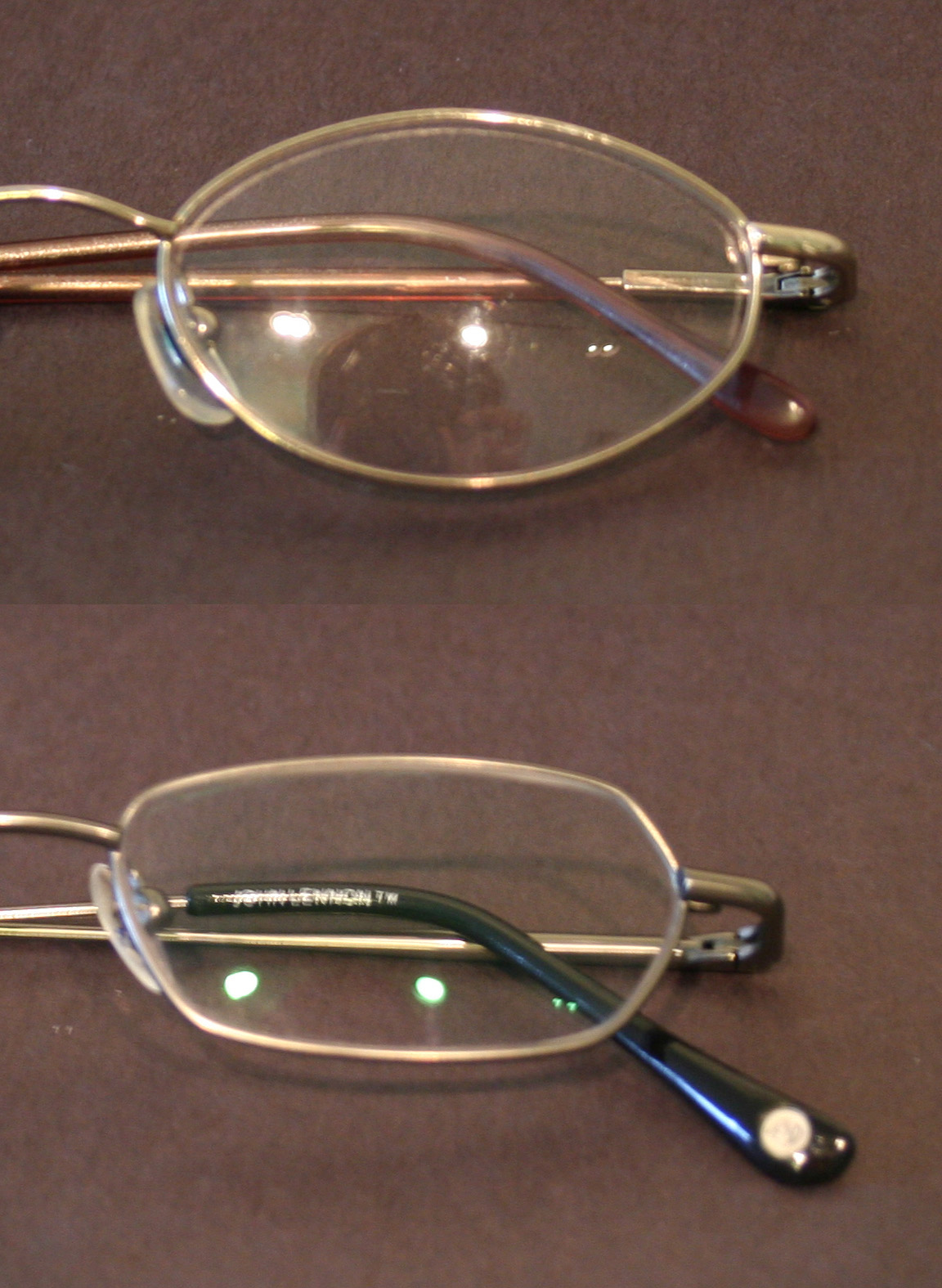
مقارنة بين زجاج مطلي بغشاء مضاد للعاكسية في المجال المرئي (في الأسفل) وزجاج غير مطلي في الأعلى. (لاحظ تلون الزجاج المطلي بلون مائل للأخضر)

الطلاء المضاد للانعكاس في البصريات هو غشاء رقيق أو مرشح بصري تداخلي مؤلف من طبقة واحدة أو عدة طبقات شفافة تقوم بخفض انعكاس الضوء من قبل سطح ما بهدف تحسين خصائصه مثل رفع نفوذيته في الأجهزة البصرية والنظارات الطبية أو رفع امتصاصه كما في الخلايا الكهرضوئية (الشمسية).
تختلف مضادات العاكسية بحسب المجال الطيفي فمنها ما يكون في المجال المرئي كالنظارات الطبية وكاميرات التصوير أو فوق البنفسجي كأجهزة تصنيع الدارات الإلكترونية أو تحت الأحمر كما في أجهزة التصوير الليلي، ومنها ما قد يجمع عدة مجالات طيفية معاً كالخلايا الشمسية التي تحتاج إلى زيادة الفعالية في المجال المرئي والمجال تحت الأحمر القريب.

## تاريخ
يعود تصنيع أول مضاد عاكسية إلى ألكسندر سماكولا Alexander Smakula عام 1935 في شركة كارل زايس الألمانية. وقد استخدم في أجهزة الاستطلاع الحربية في الحرب العالمية الثانية من قبل الجيش الألماني، ثم تم اكتشافه من قبل بقية جيوش الحلفاء.
وتعددت بعدها تطبيقاته وتصاميمه لتعم الأجهزة البصرية المستخدمة في كل المجالات.

## مبدأ
من أجل طول موجي وحيد، إذا أردنا أن نطلي غشاءاً مضاداً للعاكسية مؤلفاُ من طبقة واحدة، يجب أن تكون السماكة البصرية (وهي جداء قرينة الانكسار بالسماكة الفيزيائية) لهذه الطبقة مساوية لربع طول هذه الموجة، وقرينة انكسار المادة المؤلفة منها مساوية للمعدل الهندسي لقرينتي انكسار الوسط الذي يرد منه الضوء والوسط الذي يرد عليه الضوء.
{\displaystyle n_{1}={\sqrt {n_{0}n_{S}}}}.

## وصلات خارجية
- الطلاء المانع للانعكاس من الموسوعة العربية